# 32 variaciones sobre un tema original WoO 80

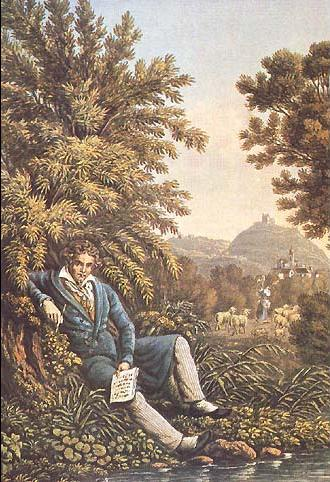
Beethoven hacia 1806

Las 32 variaciones sobre un tema original en do menor, WoO 80 es una obra de variaciones para piano de Ludwig van Beethoven compuesta en 1806. Fue impresa por primera vez en Viena en 1807 por la editorial Bureau d'Arts et d'Industrie.

## Análisis musical

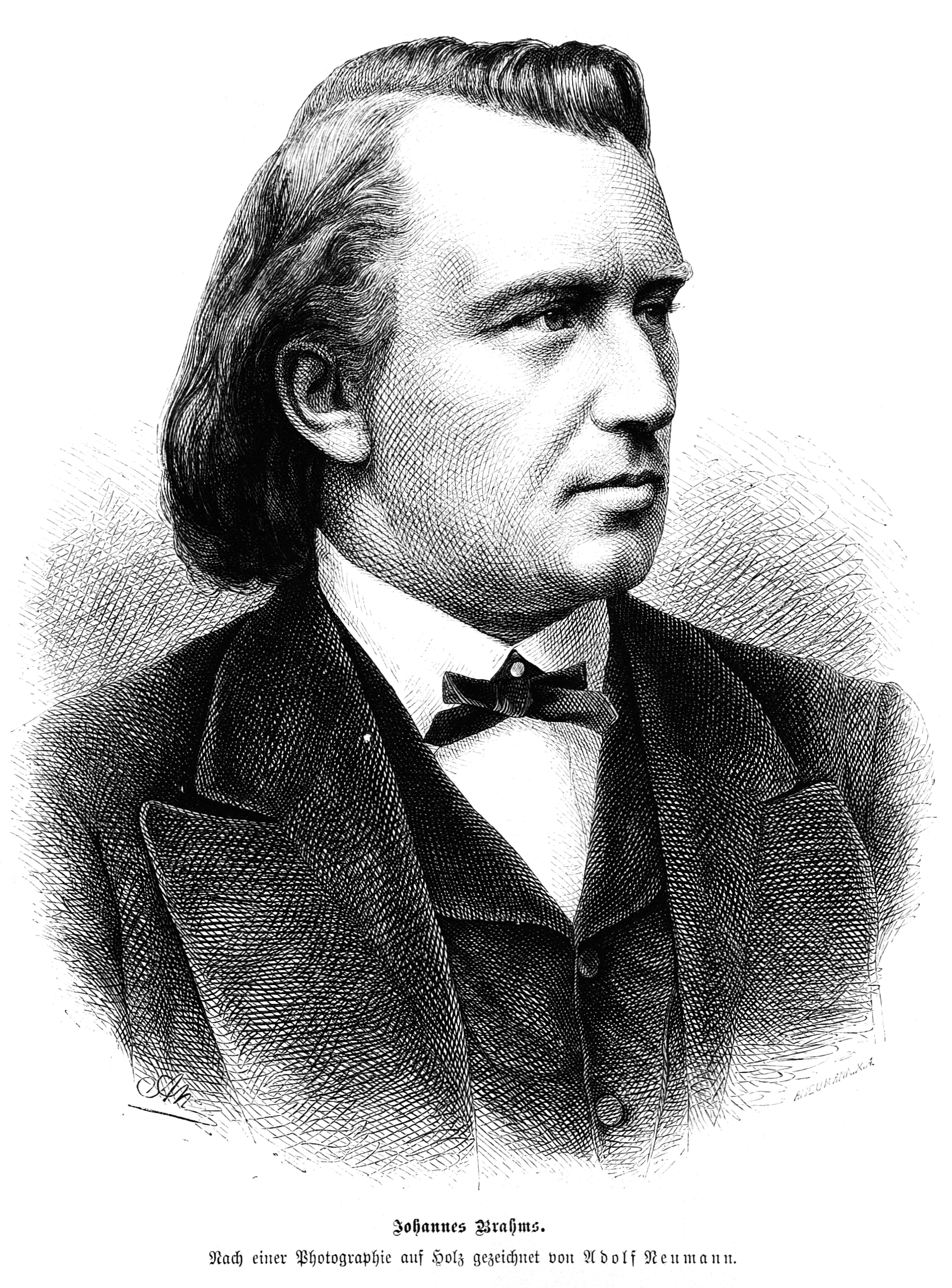
Johannes Brahms (1880)

La obra consta de un tema de ocho compases en compás de 3/4 en tiempo marcado Allegretto, seguido de 32 variaciones que difieren en carácter, dinámica y dificultad técnica. El tema es breve y sencillo y la importancia de la línea de bajo sugiere una posible influencia de una chacona. Es posible que Johannes Brahms, quien interpretó esta obra en público, la haya utilizado como modelo para el final de su Cuarta Sinfonía, que se presenta como una chacona. El tiempo medio de interpretación es de unos 12 minutos.

### Tema
El tema está formado por una línea de bajo cromáticamente descendente, que sirve de base estructural para las variaciones. La melodía marcadamente punteada en la mano derecha, por otro lado, tiene una línea ascendente diatónica que conduce al clímax en el segundo tiempo del sexto compás (sforzato) y luego termina repentinamente en piano. Esta estructura dinámica característica se mantiene hasta la cuarta variación y en las variaciones VII, IX, XII, XIII y XIV.

### Variaciones
- Var. I, II, III

Las primeras tres variaciones están marcadas por arpegios en las armonías temáticas apropiadas, comenzando primero con la mano derecha (var. I), luego con la mano izquierda (var. II) y finalmente con ambas manos simultáneamente en contramovimiento (Var. III). La dificultad técnica radica en la ligereza (piano leggiermente) de los arpegios y en la rápida sucesión de una misma tonalidad (repetición).
- Var. IV, V, VI

La cuarta variación consta de tresillos staccato, mientras que la línea de bajo es idéntica a la del tema. La Variación V es una combinación de arpegios en staccato y octavas en legato mientras conserva el énfasis característico en el segundo tiempo. La variación termina por primera vez con un crescendo y así conduce a la sexta variación en fortissimo. Esta variación muy tormentosa se construye de nuevo en tresillos y se marca con un tiempo sempre staccato e sforzato.
- Var. VII, VIII, IX

Las siguientes dos variaciones son nuevamente en piano y se caracterizan por una figura de acorde quebrado, que se toca primero con la mano izquierda como acompañamiento (Var. VII) y luego también en la mano derecha como una especie de arpegio extendido (Var. VIII). En la expresiva novena variación, el trino de la mano derecha escrito en tresillos de semicorchea forma un contraritmo al acompañamiento de cuarta en la mano izquierda. Al mismo tiempo, la mano derecha tiene que ejecutar la melodía marcada espressivo, que imita a unos suspiros a través de semitonos ascendentes. Esta variación se aleja un poco más del tema por primera vez a través de armónicos libres.
- Var. X, XI

Las dos furiosas variaciones X y XI forman el primer punto culminante de la obra. Están marcadas sempre forte y se caracterizan por una figura rápida de semicorcheas, que a su vez aparece primero en la mano izquierda (var. X) y luego en la mano derecha (var. XI). También es característica la síncopa entre el primer y el segundo tiempo de cada compás, muy exagerada por el sforzato, y la ausencia del primer tiempo. La síncopa típica de Beethoven continúa en la var. X sobre un compás y en la var. XI incluso durante dos compases completos. El acorde en el primer tiempo en el último compás, que es seguido por una escala que cae en tres octavas, hace que aparezca aún más enfatizado el paso a la var. XII.
- Var. XII, XIII, XIV, XV, XVI

Estas cinco variaciones están en do mayor (maggiore) y contrastan mucho con las anteriores. Están de nuevo en piano y tienen un carácter encantador y soñador. Las tres primeras están íntimamente ligadas por preludios. Primero, el tema reaparece en un registro bajo casi en su forma básica (semplice), por lo que el tempo parece más tranquilo (Var. XII). Luego aparece en la parte del bajo, mientras que la mano izquierda toca figuras ornamentales (Var. XIII). En  la var XIV se da el mismo juego en tercios. La variación XV (dolce) se caracteriza nuevamente por tresillos, con las octavas unidas en síncopa en la mano derecha. La variación XVI repite esta figura con semicorcheas en la mano izquierda, creando nuevamente un ritmo de "dos por tres" ligeramente más animado.
- Var. XVII, XVIII, XIX

La tonalidad ahora vuelve a ser do menor, pero el carácter permanece inicialmente dolce (Var. XVII). Después de esta decimoséptima variación, caracterizada por una polifonía pronunciada, suenan escalas ascendentes rápidas en la mano derecha en forte, que recuerdan la ornamentación del tema (Var. XVIII). A partir de aquí, el tema solo aparece como una estructura básica armónica y ya no es reconocible en sí mismo. La variación XIX es un juego constante entre piano y forte con la melodía en la mano izquierda, que aparece muy excitada por el acompañamiento de tresillo en la mano derecha.
- Var. XX, XXI

Estas dos variaciones se caracterizan por un tiempo exagerado (sforzato) y acordes sincopados. Las carreras de triplete se tocan nuevamente primero con la mano izquierda y luego con la mano derecha.
- Var. XXII, XXIII, XXIV

A partir de la variación XVIII, las figuras, que se han ido alejando cada vez más del tema, terminan finalmente en un canon de octava (Var. XXII) en el forte, al que sigue la forma armónica básica del tema en pianissimo (Var. XXIII). Las variaciones se vuelven progresivamente más libres y eventualmente se separan casi por completo del tema. La variación XXIV vuelve a recordar algo a la figura de la primera variación, solo que está construida en triplete y decorada con adornos. Esta ligereza se mantiene en la variación XXV (leggiermente) y la figura se ornamenta aún más, manteniendo la línea de bajo original simple.
- Var. XXVI, XXVII, XXVIII, XXIX. XXX

Las variaciones XXVI y XXVII contrastan fuertemente con la siguiente variación XXVIII a través del forte y los saltos de acordes animados. Este contiene una cantilena marcada semplice en piano. El mismo contraste fuerte-silencioso es aún más evidente en las variaciones XXIX (fortissimo) y XXX (pianissimo).
- Var. XXXI, XXXII

La variación XXXI recupera por primera vez el tema en su forma básica, que en las variaciones anteriores aparecía muy remotamente como base armónica. Acompañado por un acompañamiento agitado de semicorcheas en la mano izquierda, permanece sempre pianissimo. Sólo en el último compás el estado de ánimo cada vez más excitado se eleva lentamente a un crescendo. En la variación final (XXXII) finalmente alcanza el fortissimo en una septupola virtuosa ejecutada en la mano derecha. Aquí se disuelve la forma de variación de ocho compases y sigue una sección final libre de 43 compases. Comienza con carreras de triplete en la mano derecha, que finalmente terminan en pianissimo nuevamente. Luego el tema sigue por última vez con la estructura estricta de otra variación. Sin embargo, la resolución se retrasa 9 compases. Sigue un crescendo mayor final, oscilando entre la tónica y la dominante, que termina en un acorde de séptima disminuida rota en octavas descendentes en fortissimo. Al igual que el tema, este acorde tenso, propio de Beethoven, se resuelve en un sorprendente piano.